# Grand Prix Belgie 1952
XIV Grand Prix de Belgique
- 22. červen 1952
- Okruh Spa Francorchamps
- 36 kol x 14,120 km = 508,320 km
- 18. Grand Prix
- 3. vítězství pro Alberta Ascariho
- 5. vítězství pro Ferrari

## Kvalifikace
| Poř. | *  | Jezdec                        | Konstruktér         | Čas    | Rozdíl |
| ---- | -- | ----------------------------- | ------------------- | ------ | ------ |
| 1    | 4  | Alberto Ascari                | Ferrari             | 4:37.0 | –      |
| 2    | 2  | Giuseppe Farina               | Ferrari             | 4:40.0 | + 3.0  |
| 3    | 6  | Piero Taruffi                 | Ferrari             | 4:46.0 | + 9.0  |
| 4    | 14 | Robert Manzon                 | Gordini             | 4:52.0 | + 15.0 |
| 5    | 16 | Jean Behra                    | Gordini             | 4:56.0 | + 19.0 |
| 6    | 8  | Mike Hawthorn                 | Cooper-Bristol      | 4:58.0 | + 21.0 |
| 7    | 36 | Ken Wharton                   | Frazer Nash-Bristol | 5:01.0 | + 24.0 |
| 8    | 28 | Paul Frère                    | HWM-Alta            | 5:05.0 | + 28.0 |
| 9    | 10 | Alan Brown                    | Cooper-Bristol      | 5:07.0 | + 30.0 |
| 10   | 32 | Stirling Moss                 | ERA-Bristol         | 5:07.6 | + 30.6 |
| 11   | 26 | Peter Collins                 | HWM-Alta            | 5:09.0 | + 32.0 |
| 12   | 12 | Eric Brandon                  | Cooper-Bristol      | 5:11.0 | + 34.0 |
| 13   | 34 | Charles de Tornaco            | Ferrari             | 5:14.5 | + 37.5 |
| 14   | 24 | Lance Macklin                 | HWM-Alta            | 5:17.1 | + 40.1 |
| 15   | 40 | Robin Montgomerie-Charrington | Aston Butterworth   | 5:19.3 | + 42.3 |
| 16   | 42 | Tony Gaze                     | HWM-Alta            | 5:22.8 | + 45.8 |
| 17   | 22 | Louis Rosier                  | Ferrari             | 5:25.7 | + 48.7 |
| 18   | 20 | Prince Bira                   | Simca-Gordini       | 5:28.4 | + 51.4 |
| 19   | 18 | Johnny Claes                  | Gordini             | 5:31.1 | + 54.1 |
| 20   | 30 | Roger Laurent                 | HWM-Alta            | 5:37.9 | + 60.9 |
| 21   | 38 | Arthur Legat                  | Veritas             | 5:45.0 | + 68.0 |
| 22   | 44 | Robert O'Brien                | Simca-Gordini       | 5:51.0 | + 74.0 |

## Závod
| Poř.   | No. | Jezdec                        | Konstruktér         | Počet kol | Čas/Odstoupení | Pořadí na startu | Body |
| ------ | --- | ----------------------------- | ------------------- | --------- | -------------- | ---------------- | ---- |
| 1      | 4   | Alberto Ascari                | Ferrari             | 36        | 3:03:46.3      | 1                | 91   |
| 2      | 2   | Giuseppe Farina               | Ferrari             | 36        | +1:55.2        | 2                | 6    |
| 3      | 14  | Robert Manzon                 | Gordini             | 36        | +4:28.4        | 4                | 4    |
| 4      | 8   | Mike Hawthorn                 | Cooper-Bristol      | 35        | +1 kolo        | 6                | 3    |
| 5      | 28  | Paul Frère                    | HWM-Alta            | 34        | +2 kola        | 8                | 2    |
| 6      | 10  | Alan Brown                    | Cooper-Bristol      | 34        | +2 kola        | 9                |      |
| 7      | 34  | Charles de Tornaco            | Ferrari             | 33        | +3 kola        | 13               |      |
| 8      | 18  | Johnny Claes                  | Gordini             | 33        | +3 kola        | 19               |      |
| 9      | 12  | Eric Brandon                  | Cooper-Bristol      | 33        | +3 kola        | 12               |      |
| 10     | 20  | Prince Bira                   | Simca-Gordini       | 32        | +4 kola        | 18               |      |
| 11     | 24  | Lance Macklin                 | HWM-Alta            | 32        | +4 kola        | 14               |      |
| 12     | 30  | Roger Laurent                 | HWM-Alta            | 32        | +4 kola        | 20               |      |
| 13     | 38  | Arthur Legat                  | Simca-Gordini       | 31        | +5 kol         | 21               |      |
| 14     | 44  | Robert O'Brien                | Simca-Gordini       | 30        | +6 kol         | 22               |      |
| 15     | 42  | Tony Gaze                     | HWM-Alta            | 30        | +6 kol         | 16               |      |
| Ret    | 40  | Robin Montgomerie-Charrington | Aston Butterworth   | 17        | Motor          | 15               |      |
| Ret    | 6   | Piero Taruffi                 | Ferrari             | 13        | Nehoda         | 3                |      |
| Ret    | 16  | Jean Behra                    | Gordini             | 13        | Nehoda         | 5                |      |
| Ret    | 36  | Ken Wharton                   | Frazer Nash-Bristol | 10        | Roztočení      | 7                |      |
| Ret    | 22  | Louis Rosier                  | Ferrari             | 6         | Převodovka     | 17               |      |
| Ret    | 26  | Peter Collins                 | HWM-Alta            | 3         | Polohřídel     | 11               |      |
| Ret    | 32  | Stirling Moss                 | ERA-Bristol         | 0         | Motor          | 10               |      |
| Zdroj: |     |                               |                     |           |                |                  |      |